# Anthoceros punctatus
Az Anthoceros punctatus egy mohafaj a becősmohák törzséből és az Anthocerotaceae családból.

## Jellemzői
Ez a faj szabad szemmel nem különböztethető meg az Anthoceros agrestis-től, csak mikroszkóppal határozható meg biztonságosan a két faj. A hímivarszervei az A. punctatusnak jóval nagyobbak (120-250 mikrométer hosszúak), míg az A. agrestis-nek csak 60-80 mikrométer nagyságúak az antheridiumai.
Fényes, halvány zöld, rozetta alakú telepei vannak (thallus). A telepek szegélye szabálytalanul karéjos, átmérője nagyjából 1-3,5 cm-es. A telepek kiszáradva szakadozhatnak és erősen összegömbölyödnek. A telepek több sejtréteg vastagok, melyekben nyálka üregek vannak, melyekben a Nostoc nemzetségbe tartozó sötétkék vagy lila színű cianobaktériumok élhetnek.
Elsősorban ivarosan szaporodik. Az antheridiumok (hím ivarszervek) a telepek belsejében lévő kamrákban fejlődnek ki. Az archegoniumok (női ivarszervek) a telep felszínén fejlődnek ki. A telep felszínén több archegonium is kifejlődik. A megtermékenyítés után az archegoniumból 2-3 cm hosszú szarv, illetve becő alakú sporofiton fejlődik ki. A kifejlődő spóratok éretten fekete színű.
A spórák 38-53 mikrométer átmérőjűek, sötétbarna vagy feketés színűek. A spórák disztális oldalán sűrűn tüskékkel borított, melyeknek alapjai összeérnek.

## Elterjedése és Ökológiája
Ez a becősmohafaj Közép- és Dél-Európában, Ázsiában (India, Japán, Nepál, Kína), Észak és Dél-Amerikában található meg. Európában a mérsékelt éghajlatú területeken él. Az Anthoceros agrestis-el összehasonlítva jobban kedveli a nedvesebb éghajlatot, ezért Európa nyugati felében gyakoribb, ezzel magyarázható az is, hogy a szárazföld belsejében ritkább és Magyarországon nem találták meg a fajt. Németországban is jóval ritkább mint az A. agrestis.
Nyílt, homokos, semleges vagy enyhén savas talajon él, létszükséglete, hogy a talajfelszín tartósan nedves legyen. Ritkás erdőkben, utak töltésén, árokparton vagy ritkábban szántókon, mezők és rétek csupasz talajfelszínén található meg. Pionír egyéves faj, azaz a zavart, nyílt, csupasz talajfelszínen nagyon gyorsan megjelenik és elszaporodik.
Élőhelyén a kísérő mohafajok Nebel & Philippi (2005) szerint: Philonotis fontana, Brachythecium rivulare, Hypnum lindbergii, Rhizomnium punctatum, Mnium hornum és Pellia epiphylla.

## Természetvédelmi helyzete
A faj Németországban ritka, feltételezhető, hogy az állományok nagyságában jelentős szerepe van az időjárásnak is, feltételezik, hogy a száraz, aszályos időjárást nem tudja átvészelni. A német vörös listán mint erősen veszélyeztetett faj szerepel. Magyarországon eddig még nem figyelték meg. Nagy-Britannia nyugati részein gyakori faj. Világ viszonylatban nem fenyegeti kihalás ezt a becősmohát.

## Linkek
- Anthoceros punctatus (Svájci oldal)
- BBS Field Guide - Anthoceros punctatus (Angol oldal)
- Anthoceros punctatus in "Die Moose von Deutschland" u. a. mit Verbreitungskarte Deutschland[halott link]